# Pernes, Pas-de-Calais
Pernes (or Pernes-en-Artois) là một xã trong tỉnh Pas-de-Calais, vùng Hauts-de-France, Pháp.

## Địa lý
Pernes nằm ở trung đô giữa Saint-Pol-sur-Ternoise và Lillers, trên giao lộ của D70 và D916. Sông Clarence chảy qua đây.

## Dân số
| 1962                                                              | 1968 | 1975 | 1982 | 1990 | 1999 | 2006 |
| ----------------------------------------------------------------- | ---- | ---- | ---- | ---- | ---- | ---- |
| 1657                                                              | 1696 | 1653 | 1516 | 1536 | 1628 | 1690 |
| Số liệu điều tra dân số tính từ năm 1962, dân số chỉ tính một lần |      |      |      |      |      |      |